# Sonates et Interludes

Sonates et Interludes est un cycle de vingt pièces pour piano préparé écrit par le compositeur américain John Cage en 1946-1948, peu de temps après ses recherches en philosophie indienne et après avoir reçu les enseignements de l'historien de l'art Ananda K. Coomaraswamy qui a largement influencé son travail par la suite. Bien plus complexe que ses autres œuvres pour piano préparé ,, le cycle Sonates et Interludes est généralement reconnu comme l'une des plus belles réalisations de Cage.
Le cycle se compose de seize sonates (treize sont en forme binaire, les trois autres en forme ternaire) et de quatre pièces plus librement structurées en interludes. Le but de ces morceaux est d'exprimer les neuf émotions permanentes de la rasa de la tradition esthétique indienne : « l'héroïque, l'érotique, le merveilleux, la joie, la douleur, la peur, la colère, l'odieux et leur tendance commune vers la tranquillité ». Dans les Sonates et Interludes, Cage élève à un nouveau niveau de complexité sa composition du rythme. Dans chaque sonate, de courts motifs de nombres naturels et de fractions définissent la structure.

## Histoire de la composition
Cage connait une crise artistique au début des années 1940 ; outre les problèmes liés à la création artistique, il doit également faire face à des problèmes personnels (divorce avec son épouse en 1945 ; changement dans sa sexualité à partir de 1942). Ses compositions étant rarement appréciées par le public, Cage devient de plus en plus sceptique à l'idée de l'art comme moyen de communication. Plus tard, il s'expliquera à ce sujet : « Souvent j'ai mal compris ce que d'autres compositeurs disaient, tout simplement parce que je comprenais peu leur langage. Et j'ai rencontré d'autres personnes qui comprenaient mal ce que j'exprimais quand je disais quelque chose de complexe. ». Au début de 1946, Cage rencontre Gita Sarabhai (1922-2011), une musicienne indienne préoccupée par l'influence de l'Occident sur la musique de son pays et venue passer plusieurs mois aux États-Unis pour étudier la musique occidentale. Cette musicienne prend des leçons de contrepoint et de musique contemporaine avec Cage qui les lui enseigne gratuitement en échange de leçons sur la musique indienne. Grâce à elle, Cage se familiarise avec la musique et la philosophie indiennes. L'intérêt de la musique en Inde, selon Sarabhai, réside dans sa capacité à favoriser « la sobriété et le calme de l'esprit, rendant ainsi l'auditeur sensible aux influences divines ». Cette conception devient l'une des pierres angulaires de l'esprit et des compositions de Cage.
À la même époque, Cage commence à étudier les écrits de l'historien de l'art indien Ananda K. Coomaraswamy. Parmi les idées qui ont influencé la musique de Cage, on note l'esthétique de la rasa et de ses huit « émotions fondamentales » qui sont divisées en deux groupes : quatre blanches (l'humour, l'émerveillement, l'érotisme et l'héroïsme, c'est-à-dire « accepter l'expérience » selon Cage) et quatre noires (la colère, la peur, le dégoût et la tristesse). Ces huit émotions sont les premières de neuf rasas (« neuf émotions ») et tendent ensemble vers la neuvième : la tranquillité. Cage n'a jamais précisé quelles pièces des Sonates et Interludes correspondaient à ces émotions, ni même indiqué s'il existait une correspondance directe entre elles. Il a cependant mentionné que les « morceaux avec des sons de cloches suggèrent l'Europe et ceux avec une résonance de tambour, l'Orient. ». Un court extrait de la deuxième sonate est clairement inspirée de la musique orientale :  écouter&#x20 ; Cage a également déclaré que la Sonate XVI, dernière du cycle ( écouter ), est « clairement européenne ».
Cage commence à travailler sur le cycle en février 1946, alors qu'il vit à New York. L'idée d'un recueil de morceaux lui a apparemment été inspirée par le poète Edwin Denby, qui avait remarqué que les pièces courtes « peuvent avoir en elles autant que les longs morceaux » . Les choix des matériaux et la technique du piano préparé dans les Sonates et Interludes relèvent quant à eux de l'improvisation. Cage écrit plus tard que le cycle a été composé « en jouant du piano, en écoutant les différences puis en faisant un choix ». Il emploie une métaphore poétique pour décrire ce processus, en le comparant avec la collecte de coquillages au gré d'une marche le long d'une plage. Le travail sur ce projet est interrompu au début de l'année 1947. Cage fait alors une pause pour composer les Saisons, un ballet en un acte également inspiré de la philosophie indienne. Cage reviendra sur son projet par la suite et l'achèvera en 1948.
Cage dédie les Sonates et Interludes à la pianiste Maro Ajemian, une amie. Ajemian a interprété l’œuvre à de nombreuses reprises depuis 1949, dont l'une des premières représentations du cycle complet le 12 janvier 1949 à Carnegie Hall. À de nombreuses occasions à la fin des années 1940 et au début des années 1950, Cage est lui-même au piano. La critique est divisée  mais la plupart du temps positive : « The work left one with the feeling that Mr. Cage is one of this country's finest composers », dans The New York Times, compte-rendu du concert à Carnegie Hall . Sonates et Interludes vaut à Cage une bourse de la Fondation Guggenheim qu'il reçoit en 1949, lui permettant d'effectuer un voyage de six mois en Europe. Durant ce voyage, il rencontre Olivier Messiaen, qui organise l'interprétation de l'œuvre par ses élèves à Paris le 7 juin 1949, et il se lie d'amitié avec Pierre Boulez, l'un des premiers admirateurs du cycle, qui écrit une conférence à ce sujet le 17 juin 1949 . Toujours à Paris, Cage écrit Quatuor à Cordes en Quatre Parties, une composition encore influencée par la philosophie Indienne.

## Analyse

### Piano préparé
Dans le texte qui accompagne le premier enregistrement des Sonates et Interludes, Cage précise que le procédé du piano préparé ne va pas à l'encontre de l'instrument mais constitue une simple mesure pratique. Dès 1940, Cage compose pour piano préparé une pièce intitulée Bacchanales, dansée par Syvilla Fort. En 1946, il a déjà à son actif un grand nombre d'œuvres pour cet instrument. Cependant, dans les Sonates et Interludes, la préparation se révèle très complexe, bien plus que dans les œuvres précédentes. Quarante-cinq notes sont préparées, principalement à l'aide de vis et de divers types de boulons, mais aussi au moyen d'une quinzaine de morceaux de caoutchouc, de quatre morceaux de plastique, de plusieurs écrous et d'une gomme. Il faut environ deux ou trois heures pour préparer un piano à l'interprétation. Malgré des instructions détaillées, chaque préparation est différente des autres, et Cage lui-même ne suggère pas de plan strict à respecter : « Si vous aimez jouer les Sonates et Interludes, faites en sorte que ça semble bon pour vous ».
Le plus souvent, Cage évite l'utilisation des registres les plus graves du piano et la plupart des mélodies se trouvent dans un registre soprano. Des quarante-cinq touches préparées, seulement trois appartiennent aux trois octaves inférieures à fa#3 : ré3, ré2 et ré1. En outre, ré2 est configuré de telle manière que le son qui en résulte ait la fréquence d'un ré4 (résultant en deux variantes de ré4 disponibles, un étant plus préparé que l'autre). La partie du clavier au-dessus de fa#3 est divisée en trois registres : grave, moyen et aigu. Le registre grave a le plus de préparation et le registre aigu le moins. Différentes méthodes sont utilisées : certaines notes produisent des sons qui conservent la fréquence originale et un son pianistique ; d'autres sons s'apparentent à des tambours, des sonorités métalliques, des cliquetis ou des sons dépourvus de fréquence fondamentale. L'utilisation de la pédale douce (una corda), qui fait frapper le marteau sur moins de cordes, ajoute des particularités. Par exemple, la note do5 est un bruit métallique sans fréquence fondamentale lorsque la pédale est enfoncée, mais elle sonne plus défini si la pédale est relâchée. Il semble que Cage était pleinement conscient de ces implications : certaines sonates font jouer et interagir deux versions d'une note, d'autres mettent l'accent sur des notes particulières, et d'autres encore sont très dépendantes de certaines combinaisons de notes.

### Structure
Le cycle comprend seize sonates et quatre interludes, disposés symétriquement. Quatre groupes de quatre sonates sont séparés par des interludes de la façon suivante: Sonates I–IV Interlude ; Sonates V–VIII
- Interludes 2-3
- Sonates IX–XII Interlude 4  - Sonates XIII–XVI

Cage réfère ses pièces à des sonates puisque ces œuvres sont exprimées sous la forme ancienne des sonates pour clavier (comme celles de Scarlatti) soit  AABB. Elles ne peuvent se référer aux sonates plus tardives, à la forme plus complexe. Seules exceptions : les sonates IX–XI, qui disposent de trois sections, à savoir prélude, interlude et postlude. Les sonates XIV et XV portent le sous-titre de "Gemini" - d'après l'œuvre de Richard Lippold - et se jouent à la suite l'une de l'autre. Ces deux sonates ont la même partie B et on peut penser que l'œuvre "Gemini" de Richard Lippold, plasticien célèbre pour ses œuvres utilisant des fils métalliques, possédait la même structure. Les interludes, quant à eux, n'ont pas de forme précise et unifiée. Les deux premiers sont de forme libre, tandis que les pièces 3 et 4 ont une structure de quatre sections, avec répétitions de chaque section.
| Pièce       | Forme                 | Proportions             | Taille de l'unité (mesures) |
| ----------- | --------------------- | ----------------------- | --------------------------- |
| Sonate J'   | AABB                  | 1¼,¾, 1¼,¾, 1, 1½       | 7                           |
| Sonata II   | AABB                  | 1½ 1½, 2⅜, 2⅜           | 7¾                          |
| Sonata III  | AABB                  | 1, 1, 3¼, 3¼            | 8½                          |
| Sonata IV   | AABB                  | 3, 3, 2, 2              | 10                          |
| Interlude 1 | N/A (sans répétition) | 1½ 1½, 2, 1, 1½, 2      | 10                          |
| Sonata V    | AABB                  | 2, 2, 2½, 2 ½           | 9                           |
| Sonate VI   | AABB                  | 2⅔, 2⅔, ⅓, ⅓            | 6                           |
| Sonate VII  | AABB                  | 2, 2, 1, 1              | 6                           |
| Sonata VIII | AABB                  | 2, 2, 1, 1½             | 7                           |
| Interlude 2 | N/A (sans répétition) | N/A (pas clair)         | 8                           |
| Interlude 3 | AABBCCDD              | 1, 1, 1, 1, ¾, ¾, ½, ½  | 7                           |
| Sonate IX   | ABBCC                 | 1, 2, 2, 1, 1½          | 8                           |
| Sonate X    | AABBC                 | 1, 1, 1, 1, 2           | 6                           |
| Sonate XI   | AABCC                 | 2, 2, 3, 1½ 1½          | 10                          |
| Sonate XII  | AABB                  | 2, 2, 2½, 2 ½           | 9                           |
| Interlude 4 | AABBCCDD              | 1, 1, 1, 1, 1, 1, 1, 1¼ | 8½                          |
| Sonate XIII | AABB                  | 1½ 1½, 3½, 3½           | 10                          |
| Sonate XIV  | AABB                  | 2, 2, 3, 3              | 10                          |
| Sonate XV   | AABB                  | 2, 2, 3, 3              | 10                          |
| Sonate XVI  | AABB                  | 3½, 3½, 1½ 1½           | 10                          |

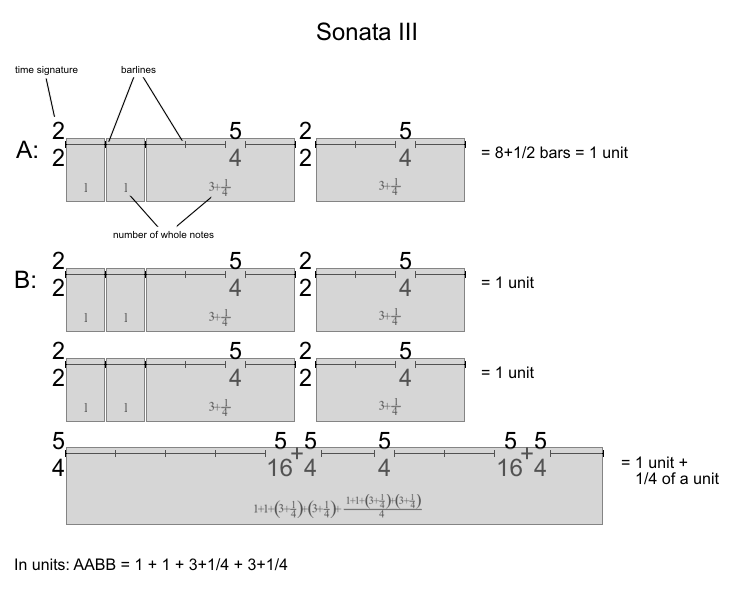
Exemple 2. Schéma rythmique de la troisième sonate

La principale technique que Cage utilise pour la composition consiste en un jeu de proportions : une suite arbitraire de numéros définit la structure à la fois macroscopique et microscopique d'un morceau.  Voir l'Exemple 2 pour une représentation graphique de la structure de la Sonate III.
Cage a souvent utilisé les proportions mathématiques dans ses compositions antérieures. La Première Construction (en Métal) de 1939 a été le premier morceau pensé de cette manière  et de nombreux passages de dance-related works for prepared piano s'y réfèrent. Dans les Sonates et Interludes, cependant, les proportions sont plus complexes, en partie parce que des fractions sont utilisées. Dans sa conférence sur les Sonates et Interludes en 1949, Pierre Boulez souligne particulièrement le lien entre la tradition et l'innovation dans ce cycle : « La structure de ces sonates rassemble une structure pré-classique et une structure rythmique, qui appartiennent à deux mondes différents ».

## Enregistrements
Sonates et Interludes a été enregistré de nombreuses fois, autant en partie qu'intégralement.
La liste des enregistrements est organisée par ordre chronologique et ne présente que les enregistrements complets. Les années d'enregistrement sont données mais pas les années de sorties. Les numéros de Catalogue sont indiqués pour les dernières versions sur CD.
- Maro Ajemian – 1951, Dial Records 20–21. Réédité dans les années 1960, Composers Recordings Inc. CRI 700. Réédité en CD, él records ACMEM88CD[23]
- Yuji Takahashi:
  - 1965, Fylkingen Records FYCD 1010 (mono)[24]
  - 1975, Denon COCO 70757 (stereo, digital)
- John Damgaard – 1971, Membran Quadromania 222190-444 (4CD, incl. many other works)
- John Tilbury – 1974, Explore Records EXP0004[25]
- Joshua Pierce:
  - 1975, Wergo WER 60156-50[26]
  - 1988, Newport Classic NPD 85526
  - 1999, Ants Records AG 06 (2CD, live recording)
  - 2000, SoLyd Records SLR 0303 (live recording)
- Gérard Frémy – 1980, Pianovox PIA 521-2, Ogam Records 488004-2, Etcetera Records KTC 2001[27]
- Nada Kolundžija – c. 1981, Diskos LPD-930 (2LP)[28]
- Darryl Rosenberg – c. 1986, VQR Digital VQR 2001[29],[30] (LP)
- Mario Bertoncini – 1991, paru en 2001 Edition RZ 20001 (Parallele 20001)[31]
- Nigel Butterley – 1992, Tall Poppies TP025[32]
- Louis Goldstein – 1994, Greensye Music 4794[33] (incl. Dream)
- Philipp Vandré – 1994, Mode 50[34] (selon les notes d'accompagnement, il s'agit du premier enregistrement réalisé sur un  Steinway "O"-type baby grand piano, le modèle sur lequel Cage a composé.)
- Julie Steinberg – 1995, Music & Arts 937[35]
- Markus Hinterhäuser – 1996, Col Legno WWE 1CD 20001[36]
- Steffen Schleiermacher – 1996, MDG 613 0781-2[37] (3CD, part of John Cage: Complete Piano Works 18CD series)
- Aleck Karis – 1997, Bridge 9081 A/B[38] (2CD, incl. Cage's lecture Composition in Retrospect)
- Jean Pierre Dupuy – 1997, Stradivarius 33422
- Boris Berman – 1998, Naxos 8.559042[39] or Naxos 8.554345[40]
- Joanna MacGregor – 1998, SoundCircus SC 003[41] (2CD, qui incluent d'autres œuvres de Cage et d'autres compositeurs)
- Giancarlo Cardini – 1999, Materiali Sonori[42],[43]
- Kumi Wakao – 1999, Mesostics MESCD-0011[44]
- Herbert Henck – 2000, ECM New Series 1842[45] (2CD, incl. Henck's Festeburger Fantasien)
- Tim Ovens – c. 2002, CordAria CACD 566 (incl. a multimedia CD)
- Margaret Leng Tan – 2003, Mode 158[46] (CD and DVD, incl. plusieurs autres travaux, plusieurs documentaires.)
- Nora Skuta – 2004, Hevhetia Records HV 0011-2-131[47] (SACD)
- Giancarlo Simonacci – 2005, Brilliant Classics 8189 (3CD, part of Complete Music for Prepared Piano)
- Antonis Anissegos – 2014, WERGO (WER 67822)
- Kate Boyd – 2014, Navona Records (NV5984) [48] (le CD inclut aussi Cage’s In a Landscape)